# Simon Arkell
Simon Graham Arkell (ur. 1 lipca 1966 w Maidenhead) – australijski lekkoatleta, specjalista w skoku o tyczce, mistrz igrzysk Wspólnoty Narodów w 1990, dwukrotny olimpijczyk.

## Kariera sportowa
Zajął 7. miejsce w skoku o tyczce na igrzyskach Wspólnoty Narodów w 1986 w Edynburgu oraz 5. miejsce w zawodach pucharu świata w 1989 w Barcelonie.
Zwyciężył  na igrzyskach Wspólnoty Narodów w 1990 w Auckland, wyprzedzając Iana Tulletta z Anglii i Simona Poelmana z Nowej Zelandii. Odpadł w kwalifikacjach na mistrzostwach świata w 1991 w Tokio i na igrzyskach olimpijskich w 1992 w Barcelonie. Nie zaliczył żadnej wysokości w zawodach pucharu świata w 1992 w Hawanie.
Odpadł w kwalifikacjach halowych mistrzostw świata w 1993 w Toronto, mistrzostw świata w 1993 w Stuttgarcie i mistrzostw świata w 1995 w Göteborgu oraz igrzysk olimpijskich w 1996 w Atlancie.
Trzykrotnie startował na letnich uniwersjadach, zajmując następujące miejsca: 1987 w Zagrzebiu – 9. miejsce, 1989 w Duisburgu – 4. miejsce i 1991 w Sheffield – 7. miejsce.
Arkell był mistrzem Australii w skoku o tyczce w 1988/1989, 1989/1990 i 1990/1991 oraz wicemistrzem w 1985/1986, 1992/1993, 1994/1995 i 1995/1996. Był również mistrzem Wielkiej Brytanii (AAA) w 1988 i 1993 oraz wicemistrzem w 1989.
Ośmiokrotnie poprawiał rekord Australii w skoku o tyczce do wyniku 5,80 m, osiągniętego 26 stycznia 1996 w Adelaide. Był to najlepszy wynik w jego karierze. W hali rekord życiowy Arkella wynosił 5,52 m (8 lutego 1991, Lincoln).